# Selago punctata
Selago punctata är en flenörtsväxtart som beskrevs av Robert Allen Rolfe. Selago punctata ingår i släktet Selago och familjen flenörtsväxter. Inga underarter finns listade i Catalogue of Life.